# 柴灣碼頭
柴灣碼頭（英語：Chai Wan Pier）是昔日香港的一座渡輪碼頭，位於香港島東區的柴灣，鄰近工廠區。

## 歷史
- 約於1965年啟用，當時設有來往中環及觀塘的街渡服務。
- 1970年代，香港地鐵擬於其北部設一港島綫車站，曾計劃命名為「柴灣碼頭站」，最後稱為「杏花邨站」。
- 1981年11月，為舒緩當時柴灣的交通需求，油麻地小輪開辦了2條分別往中環及觀塘的飛翔船航線。
- 隨著東區走廊及地鐵港島線的啟用，中環及觀塘航線先後於1983年9月及1986年停航。

大部分柴灣碼頭的建築已被拆卸，唯其中一幅外牆被保留及改建成現址柴灣貨物起卸區的圍牆，而一年一度的端午節的龍舟比賽亦有在此舉行，但規模較小。碼頭附近的小巴總站亦曾以「柴灣碼頭」命名，該處於碼頭停用後被改建成柴灣工業城。